# معتمدية البطان
معتمدية البطان إحدى معتمديات الجمهورية التونسية، تابعة لولاية منوبة.

### مواضيع ذات علاقة
- ولاية منوبة.